# Лагос (Франция)
Лаго́с (фр. Lagos) — коммуна во Франции, находится в регионе Аквитания. Департамент — Атлантические Пиренеи. Входит в состав кантона Валле-де-л’Ус и дю Лагуэн. Округ коммуны — По.
Код INSEE коммуны — 64302.

## География
Коммуна расположена приблизительно в 660 км к югу от Парижа, в 185 км южнее Бордо, в 16 км к юго-востоку от По.
По территории коммуны протекает река Лагуэн.

### Климат
Климат тёплый океанический. Зима мягкая, средняя температура января — от +5°С до +13°С, температуры ниже −10 °C бывают редко. Снег выпадает около 15 дней в году с ноября по апрель. Максимальная температура летом порядка 20-30 °C, выше 35 °C бывает очень редко. Количество осадков высокое, порядка 1100 мм в год. Характерна безветренная погода, сильные ветры очень редки.

## Население
Население коммуны на 2010 год составляло 464 человек.
| 1962 | 1968 | 1975 | 1982 | 1990 | 1999 | 2010 |
| ---- | ---- | ---- | ---- | ---- | ---- | ---- |
| 234  | 212  | 292  | 373  | 510  | 500  | 464  |

## Администрация
| Период | Период | Фамилия             | Партия                             | Примечания                                                         |
| ------ | ------ | ------------------- | ---------------------------------- | ------------------------------------------------------------------ |
| 1953   | 1977   | Симеон Казнав       |                                    |                                                                    |
| 1977   | 1989   | Люсьен Виньо-Лусто  |                                    |                                                                    |
| 1989   | 1995   | Люсьен Жакмон-Колле | Объединение в поддержку республики |                                                                    |
| 1995   | 2020   | Кристиан Пешо-Баке  | Социалистическая партия            | генеральный советник кантона; президент сообщества коммун Пе-де-Не |

## Экономика
В 2010 году среди 284 человек трудоспособного возраста (15-64 лет) 197 были экономически активными, 87 — неактивными (показатель активности — 69,4 %, в 1999 году было 73,4 %). Из 197 активных жителей работали 178 человек (98 мужчин и 80 женщин), безработных было 19 (12 мужчин и 7 женщин). Среди 87 неактивных 25 человек были учениками или студентами, 42 — пенсионерами, 20 были неактивными по другим причинам.

## Достопримечательности
- Церковь Св. Мартина (1874 год)[4]

## Фотогалерея
- Въезд в Лагос
- Мэрия
- Придорожный крест